# Barnvik
Barnvik är en tidigare småort i Värmdö kommun belägen utmed norra stranden av Fågelbrolandet. Vid 2015 års småortsavgränsning hade småorten vuxit samman med tätorten Stavsnäs.